# 赤見千尋
赤見 千尋（あかみ ちひろ、1978年2月2日 - ）は、日本の元騎手で現在はタレント・競馬評論家・漫画原作者である。現役当時は高崎競馬場所属。群馬県藤岡市出身。
2005年の北関東競馬廃止に伴い騎手を引退し、現在はタレント、競馬評論家、漫画原作者として活動している。シンクバンク所属。

## 経歴
- 1996年 高崎経済大学附属高等学校卒業
- 1998年
  - 地方競馬教養センターを修了
  - 10月10日 初騎乗
  - 11月22日 初勝利
- 2004年12月31日 高崎競馬場開催最終日第8競走でファーストルーチェに騎乗し勝利。これが高崎競馬最後の競走となる。
- 2005年1月24日 宇都宮競馬第11競走 ぎょしゃ座特別での勝利（ファーストルーチェ）を最後に引退
  - 通算成績 2033戦91勝・2着104回・3着125回・4着165回・5着178回
- 2008年 関東地区独立UHF放送局各局で中継されていた『中央競馬ワイド中継』リポーターとして登場
- 2010年 中央競馬ワイド中継番組終了後も、競馬番組や競馬場のイベントなどに多数出演。
- 2011年4月 早稲田大学人間科学部に入学[1]。
- 2015年3月 早稲田大学を卒業[2]。
- 2015年4月 公式ブログにて一般男性との結婚を発表[3]。

## 出演番組
- 中央競馬ワイド中継（リポーター）
- トレセンTIME（グリーンチャンネル、美浦担当、2010年1月から）
- 「馬券師倶楽部」「馬券師倶楽部2 玄人の目」（MONDO21、MC）
- うまDOKI（KBS京都、安田美沙子の代役）
- 「競馬展望プラス　関西編」（KBS京都　メインキャスター　育休中）
- グリーンチャンネル地方競馬中継（グリーンチャンネル　コメンテーター。荘司典子と交互担当。育休中のため2018年4月以後は代役として秋田奈津子が出演）
- 東国原英夫のそのまんまでは通しません！（チバテレビ）
- アタック!地方競馬（2019年4月6日 - 、グリーンチャンネル、MC）

## 漫画原作
- 優駿の門 ASUMI（作画：早川恵子、監修：やまさき拓味）[4]